# Atlas College
Het Atlas College is een scholengemeenschap voor middelbaar onderwijs in de Nederlandse provincie Noord-Holland. De scholengemeenschap werd in 1994 door in zes scholen opgericht. Twee jaar later, in 1996, kwam hier de Technische School Zuiderzee in Edam bij. Sinds de oprichting zijn meerdere scholen samengevoegd. Binnen het college worden alle onderwijsniveaus aangeboden.
De OSG West-Friesland is gevestigd in een rijksmonumentaal hoofdgebouw met een modern bijgebouw, de SG Newton en de Copernicus SG zijn juist gevestigd in nieuw gebouwde scholen, respectievelijk 2004 en 2012. De scholen zijn gevestigd in Edam, Hoorn en Medemblik.

## Huidige scholen

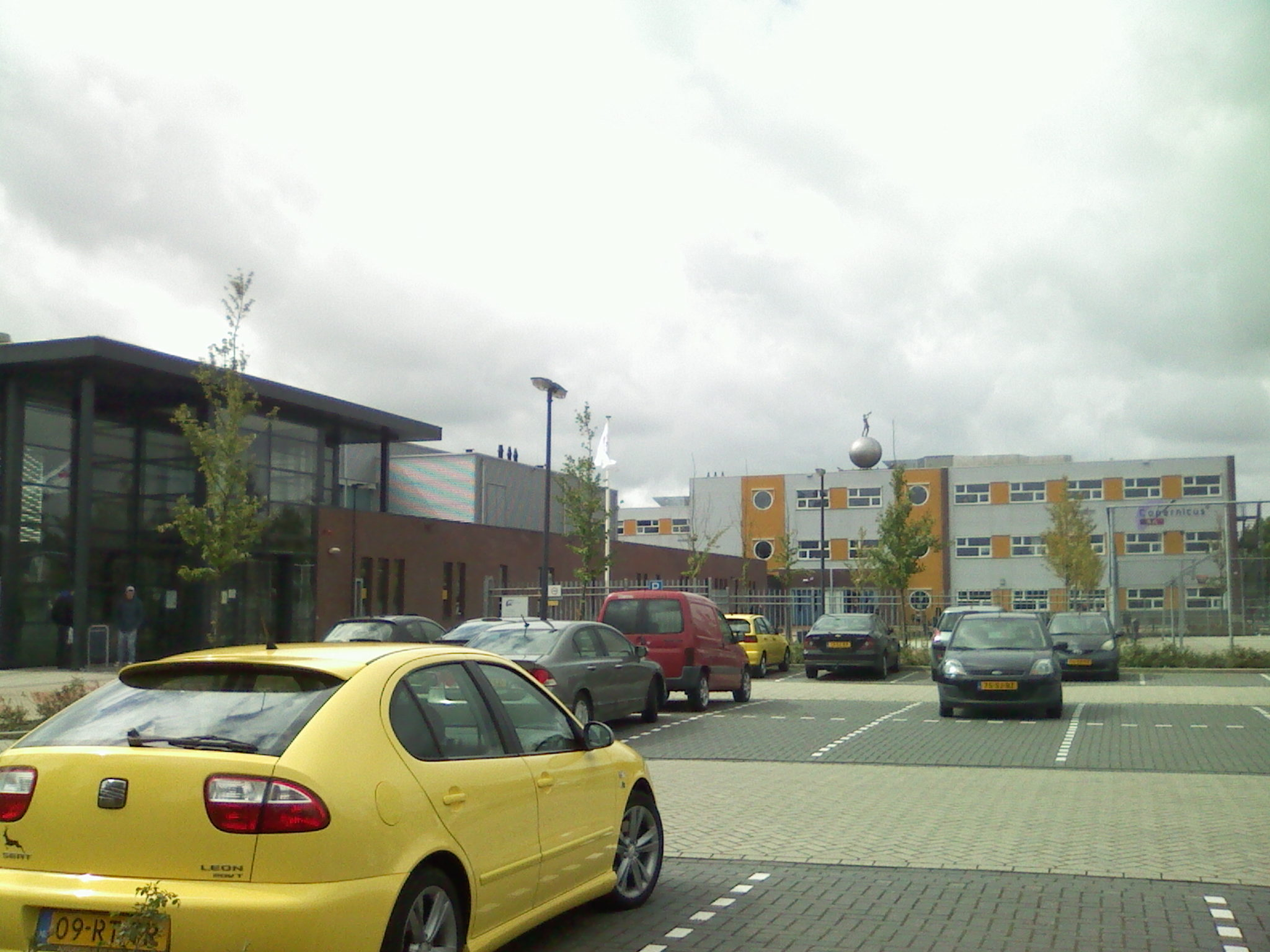
Copernicus Scholengemeenschap, Nieuwe Steen (2013)

De volgende scholen maken deel uit van het Atlas College:
- Copernicus Scholengemeenschap, Hoorn
- Openbare Scholengemeenschap West-Friesland (ook bekend als de OSG), Hoorn
- De Dijk Scholengemeenschap, Medemblik
- De Triade Scholengemeenschap, Edam
- Scholengemeenschap Newton, Hoorn

Meerdere scholen hebben een of meer naamsveranderingen ondergaan. Scholengemeenschap Newton werd opgericht als VMBO De Titaan en kreeg in 2011 de nieuwe naam. De OSG werd in 1868 opgericht als Rijks Hogere Burger School, hierna volgden ook nog West-Fries Lyceum en Rijks Scholengemeenschap. Tijdens het lidmaatschap van het Atlas College is de school echter niet van naam veranderd. De laatste wijziging was in 1996.

## Voormalige scholen

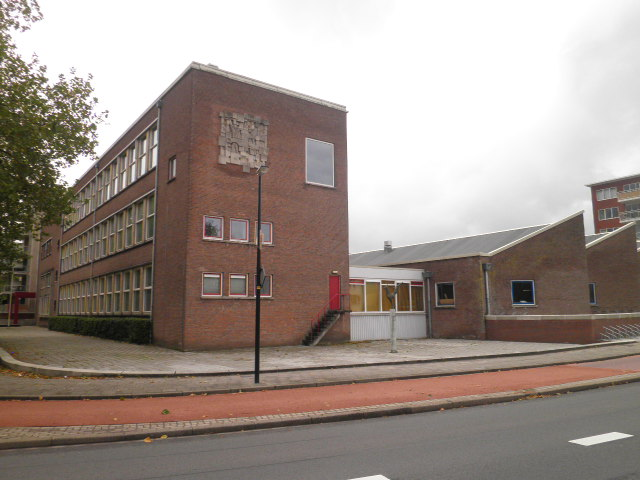
De voormalige TSH

De volgende scholen maken niet langer deel uit van het Atlas College:
- Coornhert Mavo, Edam
- Technische School Zuiderzee, Edam
- Prisma Scholengemeenschap, Hoorn
- Technische School Hoorn e.o.(TSH) ,Hoorn

De Coornhert en TSZ zijn in 2004 samengevoegd tot De Triade. Het Prisma en de TSH zijn samengegaan tot Titaan, dit gebeurde eveneens in 2004.